# Spiere
Spiere (Frans: Espierres) is een dorpje in de Belgische provincie West-Vlaanderen en een deelgemeente van de faciliteitengemeente Spiere-Helkijn. Het was een zelfstandige gemeente tot aan de gemeentelijke herindeling van 1977. Spiere ligt langs de Schelde in het uiterste zuiden van de provincie, tegen de grens met Wallonië. In Spiere monden de Grote Spiere en het Spierekanaal, dat parallel aan de Spiere de Schelde met de Deule verbindt, uit in de Schelde.

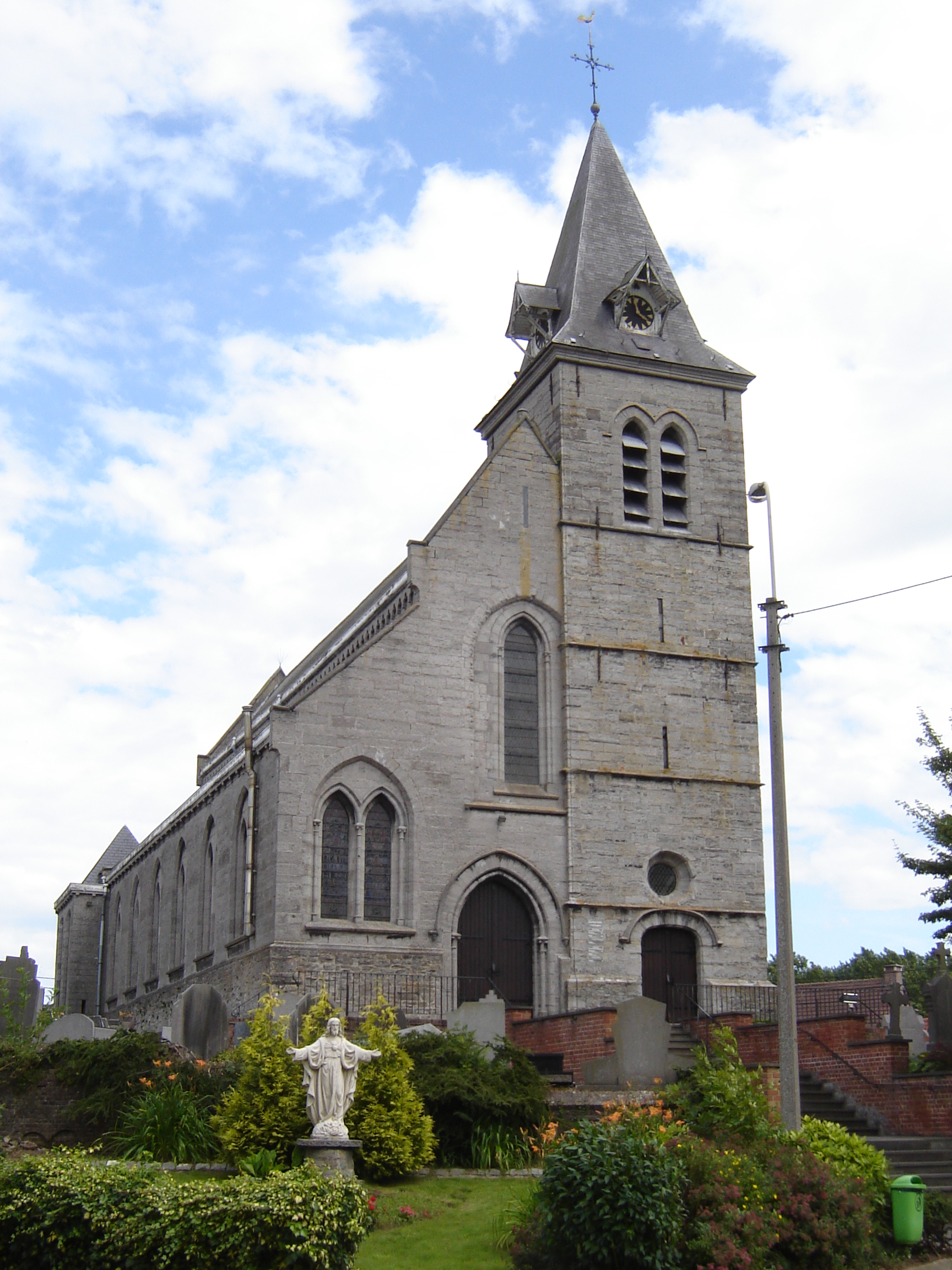
Kerk van Sint-Amandus en Heilig Hart

## Geschiedenis
In de omgeving van Spiere werden vondsten uit de Michelsbergcultuur, de vroege La Tène-periode, het Romeinse tijdvak en de middeleeuwen aangetroffen. In 1977 werd een nederzetting uit de Michelsbergcultuur aangetroffen, en in 1993 werden sporen van een deel van de palissaden gevonden welke deze nederzetting beschermden. Omstreeks 1980 vond men Romeins puin en in 1985 vond men twee ovens uit de 2e eeuw.
In 1105 werd Spiere voor het eerst schriftelijk vermeld als Spiere, de naam zou afkomstig zijn van het riviertje de Spiere, dat om haar beurt is afgeleid van het woord spei dat we als spui kennen.
Bestuurlijk kende men het Opperhof (Spiere-Vlaanderen) en het Nederhof van Spiere, welke tot in de 16e eeuw door personele unie verenigd waren. Het Nederhof (Spiere-Doornik) was verheven tot baronie. De heerlijkheid was in bezit van de families del Espiere, Van Mortagne en, vanaf 1438 tot eind 16e eeuw, van Gruuthuse. In 1593 werden beide heerlijkheden verkocht, vanwege de schuldenlast van vrouwe Catharina van Brugge. Het Nederhof kwam aan van Ognies, het Opperhof kwam uiteindelijk aan de familie du Chastel.
In 1717 kwam het Nederhof aan de familie Delfosse. In 1720 mochten de telgen van deze familie de titel baron del Fosse et d'Espierres dragen. In 1768 kwam ook het Opperhof in handen van deze familie.
Vanaf 1644 had Spiere te lijden onder de Frans-Spaanse Oorlog (1635-1659). Na 1678 werd een linie aangelegd van Menen naar Spiere, de zogenaamde Spiere-Linie, welke voorzien was van een gracht en een aarden wal. In 1695 verkortten de Fransen deze linie tot een linie tussen Kortrijk en Helkijn. Ook tijdens de Negenjarige Oorlog (1688-1697) lag Spiere in de frontlinie. In 1693 en 1696 ondervond het dorp veel schade.
Bij het ontstaan van België kwam Spiere in de provincie West-Vlaanderen te liggen. Het dorp was in de negentiende eeuw grotendeels Franstalig (90% Franstalig bij de talentelling van 1846). Van 1839-1843 werd het Spierekanaal gegraven en in 1880 kwam een spoorlijn tussen Avelgem en Herzeeuw tot stand. In 1881 kwam er een station, dat in 1959 weer gesloten werd.
Bij het onderzoek rond de vastlegging van de taalgrens werd vastgesteld dat Spiere nog nipt een Franstalige meerderheid had. Desondanks kreeg de gemeente in het eindelijke besluit een Nederlandstalig statuut binnen de Nederlandstalige provincie West-Vlaanderen. Spiere bleef zelfstandig tot het in 1977 met Helkijn de fusiegemeente Spiere-Helkijn vormde.

## Demografische ontwikkeling
- Bronnen:NIS, Opm:1831 tot en met 1970=volkstellingen; 1976 = inwoneraantal op 31 december

## Bezienswaardigheden

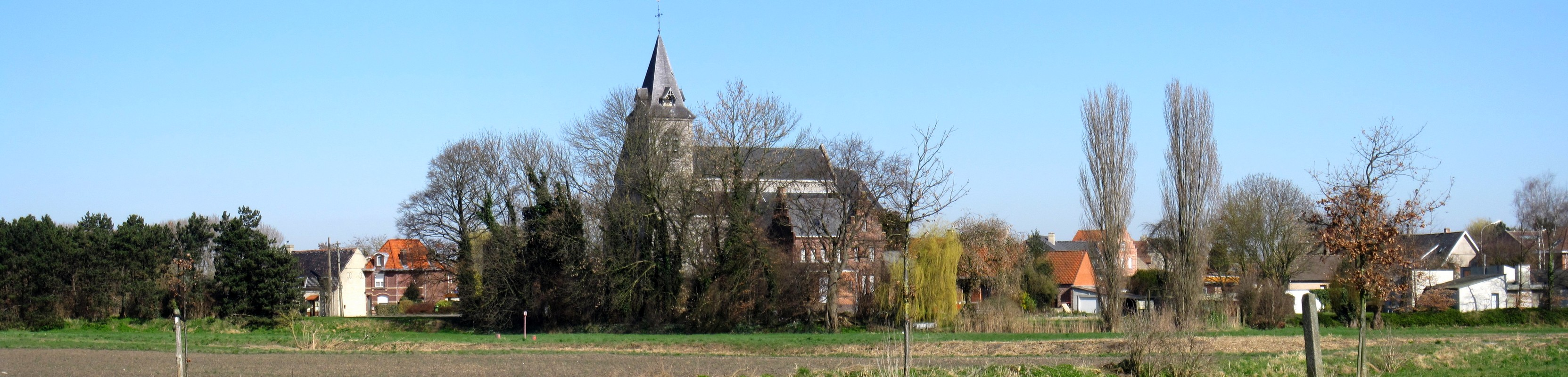
Spiere

- De Sint-Amandus en Heilig Hartkerk, rond 1890 in neogotische stijl heropgebouwd door architect Carette uit Kortrijk.
- Het Kasteel van Spiere
- Op het Kerkhof van Spiere liggen negen Britse gesneuvelde militairen uit de Eerste Wereldoorlog. Zij staan bij de Commonwealth War Graves Commission geregistreerd onder Spiere (Espierres) Churchyard.

## Natuur en landschap
Spiere ligt in Zandlemig Vlaanderen en is betrekkelijk vlak. Spiere ligt aan de Schelde, terwijl ook het Spierekanaal (1839-1843) van belang is. In de Schelde, die begin 20e eeuw sterk is rechtgetrokken, ligt ter hoogte van Spiere een sluis die van 1920-1922 werd gebouwd en die een hoogteverschil van 2 meter overbrugt. Waterlopen zijn de Grote Spiere en de Zwarte Spiere.

## Politiek
Spiere had een eigen gemeentebestuur en burgemeester tot de fusie van 1977. Burgemeesters waren:
- 1958-1976: Marcel Glorieux

## Nabijgelegen kernen
Helkijn, Kooigem, Warcoing